# Bellizzi
Bellizzi är en ort och kommun i provinsen Salerno i regionen Kampanien i Italien. Kommunen hade 13 619 invånare (2017).